# Ignacio Valdespino y Díaz
Ignacio Valdespino y Díaz (* 30. Juli 1861 in Chalchihuites; † 11. Mai 1928) war ein mexikanischer Geistlicher und römisch-katholischer Bischof von Aguascalientes.

## Leben
Ignacio Valdespino y Díaz empfing am 20. Dezember 1884 das Sakrament der Priesterweihe.
Am 15. September 1902 ernannte ihn Papst Leo XIII. zum Bischof von Sonora. Der Erzbischof von Durango, Santiago de Zubiría y Manzanera, spendete ihm am 19. Oktober desselben Jahres die Bischofsweihe; Mitkonsekratoren waren der Bischof von Ciudad Victoria-Tamaulipas, Filemón Fierro y Terán, und der Bischof von Chihuahua, Nicolás Pérez Gavilán y Echeverría. Die Amtseinführung erfolgte am 8. November 1902. Am 10. Januar 1913 ernannte ihn Papst Pius X. zum Bischof von Aguascalientes. Am 10. Mai desselben Jahres fand die Amtseinführung statt.